# Charlotte Georgia Nast

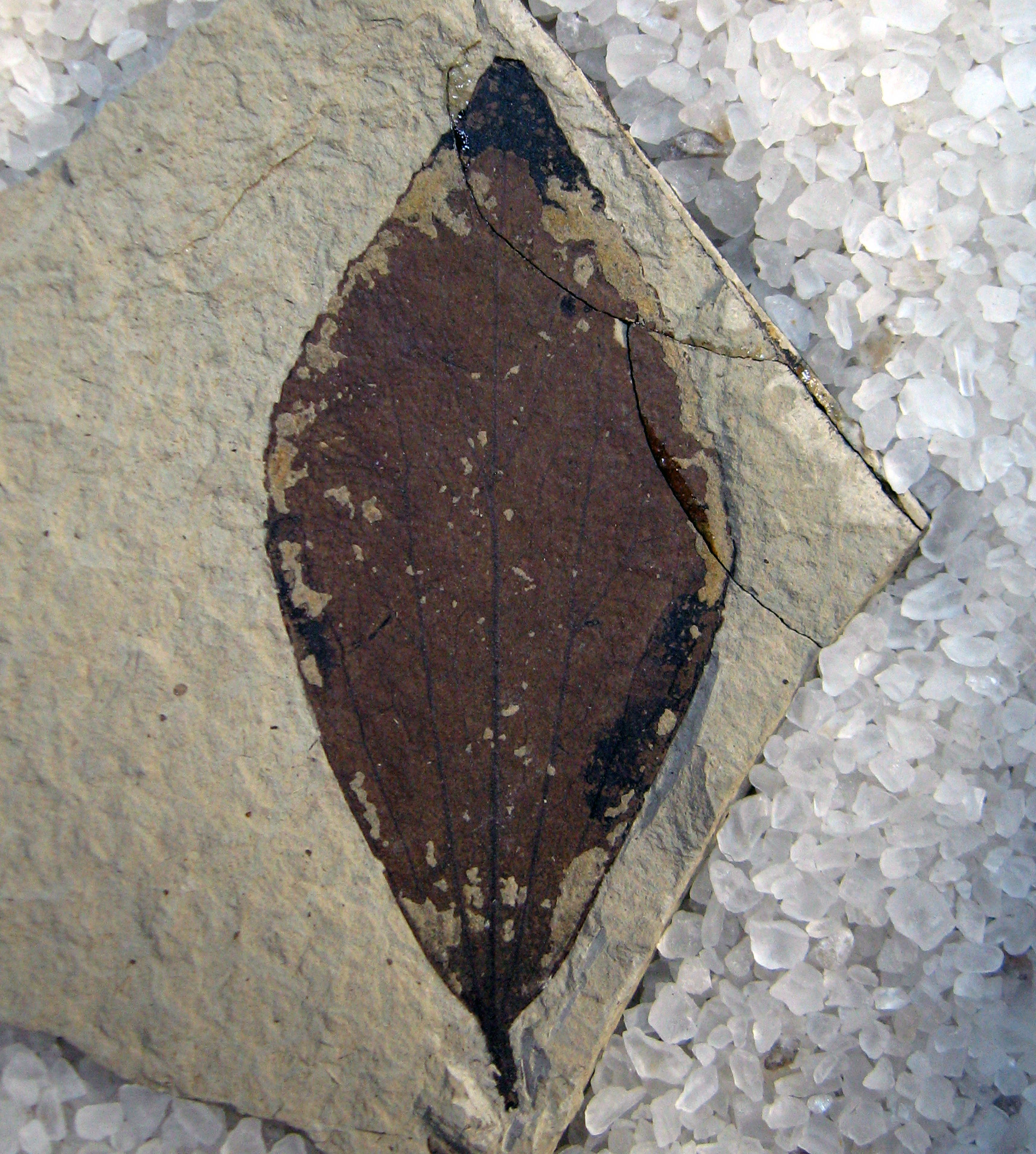
Formación de la montaña Klondike, fósiles de hojas, Objetos de Washington, en museos, centro de interpretación Stonerose y Fósiles de Trochodendraceae

Charlotte Georgia Nast ( * 19 de enero de 1905 - 21 de marzo de 1991) fue una botánica estadounidense.
En 1922 se gradúa de bachillerato en el "Colegio Isaac Elston". Se licencia en Botánica en 1927, y un M.S. en Micología en 1929 de la Universidad de Wisconsin. 
De 1927 a 1931 trabaja y enseña como técnica en Wisconsin.
De 1931 a 1935 es histólogo y pomóloga asociada de la "División Pomología, de la Universidad de California, Davis.
En 1938 recibe su Ph.D. en Botánica de la Universidad de California, Berkeley. 
De 1938 a 1947 la Dra. Nast es Curadora del Laboratorio de Anatomía de Maderas, en Harvard, donde colabora con Irving Bailey en una larga serie de Arts. clásicos sobre morfología y anatomía de primitivas dicotiledóneas. 
Enseña brevemente Botánica en el "Colegio de Educadores del Estado de Nebraska, y en 1948 se muda a la "Universidad de New Hampshire. Por 22 años enseñará a cursos sobre el Reino Vegetal, anatomía, morfología vascular, desarrollo vegetal, histología, y activa en la educación de los estudiantes graduados, y en programas de la Universidad.
Fue miembro de numerosas sociedades profesionales incluyendo: Sigma Delta Epsilon, Sigma Xi, Phi Sigma, AAAS, Botanical Society of America, AIBS, AAUP, AAUW, Society for Study of Development and Growth, the International Plant Tissue Culture Organization.
Fue Profesora Emérita de Botánica del "Departamento de Biología Vegetal" de la Universidad de New Hampshire
- 1935. Morphological development of the fruit of Juglans regia (Hilgardia)
- 1941. The embryogeny and seedling morphology of "Juglans regia" L. Revista de Botánica del Instituto "Miguel Lillo"

- La abreviatura «Nast» se emplea para indicar a Charlotte Georgia Nast como autoridad en la descripción y clasificación científica de los vegetales.[1]